# Боскета (Тревизо)
Боскета је насеље у Италији у округу Тревизо, региону Венето.
Према процени из 2011. у насељу је живело 204 становника. Насеље се налази на надморској висини од 7 м.